# 国際コミュニケーション英語能力テスト
国際コミュニケーション英語能力テスト（こくさいコミュニケーションえいごのうりょくテスト、英: Test of English for International Communication）とは、英語によるコミュニケーションとビジネス能力を検定するための試験。評価はスコアの数値で行われ、スコアの満点は990点。
TOEIC(トーイック)という商品名（登録商標）でアメリカのテスト開発機関である教育試験サービス（ETS）が試験の開発、運営、評価を行っている。
TOEICという名称は、受験した人に与えられた認定、試験自体のこと、商品としての試験システム全体などを示す。

## 概要
TOEICは英語によるコミュニケーション能力を評価する世界共通のテストとして開発された。テストの種類として以下の5種類が実施されている。
- TOEIC Listening & Reading Test (TOEIC L&R)
- TOEIC Speaking & Writing Tests (TOEIC S&W)
- TOEIC Speaking Test
- TOEIC Bridge Listening & Reading Tests：初中級向け
- TOEIC Bridge Speaking & Writing Tests：初中級向け

TOEICプログラム全体としては、2012年度には世界150ヶ国で実施され、約700万人が受験している。日本では、2018年度のTOEICプログラム全体の受験者数は約266万人となっている。TOEIC Listening & Reading Test の公開テストは日本では年10回実施されている。
TOEICには合否判定はなく、受験時におけるスコアを認定する制度を採用している。つまり実力測定試験であり、資格や免許ではない。受験後にはTOEICの公式認定証（Official Score Certificate）が発行される。なお、公式認定証に有効期限は設定していないと日本の実施主体の国際ビジネスコミュニケーション協会は記載しているが、試験を開発しているETS側は2年以上経過すると英語能力は変化するため、有効期限は2年間であるとしている。
TOEICテストには2つの形式があり、1つは個人に対して実施され、教育試験サービス(ETS)がスコアを正式に認定する公開テスト (Secure Program Test; SP Test) 、もう1つは過去の公開テストで出題された問題を使って企業や学校等の団体で随時実施される団体特別受験制度（Institutional Program; IP Test）である。
非英語圏では、雇用や人事評価の際にTOEICのスコアを用いる例がある。
日本の大学や大学院では、TOEICは実用英語技能検定（英検）やTOEFLと同様に、受験生の英語運用能力の判定材料に用いられることがある。
就職活動を控えた大学生（特に文系）にとっては、日商簿記検定やITパスポート試験、FP検定、宅地建物取引士、証券外務員などと並び人気の高い資格の一つとなっている。
TOEFLで採用されているIRT（項目応答理論）は、TOEICに採用されているかどうかは明らかにされていない。TOEIC運営委員会は「共通のアンカー（問題）を複数テストの問題の一部として組み込む方法をEquating（スコアの同一化）のために使っている」としている。

## 歴史
- 1977年、北岡靖男がアメリカのテスト開発機関である教育試験サービスに開発を依頼し[12]、1979年に日本の通商産業省 OBの要請により教育試験サービスが開発した。
- 1981年には団体特別受験制度（IP: Institutional Program）のテストを始め、1982年には韓国でも実施されるようになった[4]。
- 実施主体は、当初財団法人世界経済情報サービスであったが、1986年2月より国際ビジネスコミュニケーション協会となった。
- 2000年には日本での年間の受験者数が100万人を超えた。
- 2002年以降、日本と韓国以外ではほとんどがIPテストのみを実施している[13]。
- 2008年度においては、TOEICテストのみについては約90ヶ国で実施され、日本で約171万人、総計で約500万人が受検した[14]。
- 2011年3月13日実施予定であった第161回については、東北地方太平洋沖地震（東日本大震災）の影響で試験会場の確保ができなくなったことなどにより、日本の277箇所のすべての会場で約16万人が受検予定であった試験の中止をすることとした[15][16]。
- 2014年4月から、イギリスのビザ申請にTOEICとTOEFL iBTのスコアが使用不可となった。これは、同年2月に、ロンドンの試験会場で替え玉受験や試験官の解答読み上げといった主にインド出身者による組織的な不正があり、ビザ申請を管轄する英国内務省がETSとの契約を終了させたことによる[17][18]。

## 受験者数
日本での2020年度の受験者数（団体特別受験制度を含む）
- TOEIC Listening & Reading Test - 1,533,000人
- TOEIC Speaking & Writing Tests - 27,900人
- TOEIC Bridge Listening & Reading Tests - 126,300人
- TOEIC Bridge Speaking & Writing Tests - 2,300人
- TOEICプログラム総受験者数 - 1,689,500人

## TOEIC Listening & Reading Test
TOEIC Listening & Reading Test は、聞き取り (Listening) が100問と読解 (Reading) が100問の計200問の構成となっている。設問は、身近な事柄からビジネスに関連する事柄まで、幅広くコミュニケーションを行う能力を測る目的で作られている。
評価は、聞き取りと読解でそれぞれ5点から495点までの5点刻みで行われ、合計では10点から990点となり、これらのスコアが認定される。スコアは素点による絶対評価ではなく、Equatingと呼ばれる方式を用いて統計的に算出される。これにより、評価基準が常に一定に保たれ、受験者の英語運用能力が同等であればスコアは一定であるとされる。

### 実施について
日本では、一般財団法人国際ビジネスコミュニケーション協会  (IIBC) が年10回（1・3・4・5・6・7・9・10・11・12月）、80都市でTOEIC Listening & Reading Test の公開テストを実施している。2021年現在の受験料は7,810円となっている（2014年4月13日の第189回公開テストより受験料を5,725円に変更。旧受験料は5,565円。その後、2019年10月27日に予定されている第244回公開テストから、消費税率の改定に伴い、受験料が5,830円に値上げされ 、さらに2020年4月の第249回公開テスト以降は、6,490円に値上げされた。また、新型コロナウイルス感染症の影響により試験会場の確保が困難な状況であることから、2021年10月3日に予定されている公開テストから受験料が7,810円に値上げされた。）。なお、インターネットサービスの「TOEIC SQUARE」経由で申し込みをした際は、受験をした翌年の同じ月の受験料が割引になる。
問題用紙・その他資材へ書き込むことは禁止されている。違反行為への対処については公式の情報を参照。
「リスニングテスト中にリーディングセクションの問題文を見る行為、またはリーディングテスト中にリスニングセクションの問題文を見る行為」が、2012年9月23日開催の第173回公開テスト以降、「受験に際しての注意事項」が改定されることにより、正式に禁止行為として明文化された。

### 試験問題の構成
2016年5月以降に実施されている試験問題の構成は次の通りである。

#### 聞き取り（リスニングセクション）
聞き取り（リスニングセクション）は合計100問、所要時間は45分間である（但し、音声の長さに応じて所要時間が多少変わる場合があり、その場合は予め告知される）。
- Part 1 - 写真描写問題 (Photographs) - 1枚の写真を見て、その写真について放送される適切な英文を選ぶ。4択式で合計6問。
- Part 2 - 応答問題 (Question-Response) - 質問文が放送された後、それに対する応答文が3つ放送され、適切なものを選ぶ。合計25問。
- Part 3 - 会話問題 (Short Conversations) - 2人の会話を聞いて、その会話についての質問に対し最も適当な選択肢を選ぶ。質問文と選択肢は問題用紙に記載されている。4択式で合計39問。
- Part 4 - 説明文問題 (Short Talks) - ナレーションを聞いて、それについての質問に対し適切な選択肢を選ぶ。1つのナレーションにつき複数問出題される。質問と選択肢は問題用紙に記載されており、4択式で合計30問。

旧構成の Part 3、Part 4の問題文は印刷のみであったが、新構成では印刷されている問題文が音声でも読み上げられる。またPart 3、Part 4の1つの会話・説明文に対する問題数が2〜3問と不定であったものが、新構成ではそれぞれ3問に固定されている。

#### 読解（リーディングセクション）
読解（リーディングセクション）は合計100問、制限時間は75分間である。聞き取り（リスニング）の終了と同時に読解（リーディング）の試験が開始され、読解（リーディング）の開始の指示は特になされない。
- Part 5 - 短文穴埋め問題 (Incomplete Sentences) - 短文の一部が空欄になっていて、4つの選択肢の中から最も適切な語句を選ぶ。合計30問。
- Part 6 - 長文穴埋め問題 (Text Completion) - 手紙などの長文のうち複数の箇所が空欄になっていて、それぞれ4つの選択肢から最も適切な語句を選ぶ。合計16問。
- Part 7 - 読解問題 (Reading Comprehension) - 広告、手紙、新聞記事などの英文を読み、それについての質問に答える。読解すべき文書が一つのもの (Single passage) が29問。「手紙＋タイムテーブル」など読解すべき文書が2つもしくは3つのもの (Multiple passage) が25問。それぞれ4択式。合計54問。

### 試験結果の判定
スコアに応じて、コミュニケーション能力のレベル (Proficiency Scale) がA、B、C、D、Eの5段階で評価される。また、スコア分布も公開され、受験者中のおおよその順位を知ることもできる。TOEICスコアとコミュニケーション能力レベルとの相関表は以下の通りである。
| レベル | TOEIC スコア | 評価                                                                               | ガイドライン |
| ------ | ------------ | ---------------------------------------------------------------------------------- | --- |
| A      | 860点〜      | Non-Nativeとして十分なコミュニケーションができる。                                 | 自己の経験の範囲内では、専門外の分野の話題に対しても十分な理解とふさわしい表現ができる。Native Speakerの域には一歩隔たりがあるとはいえ、語彙・文法・構文のいずれをも正確に把握し、流暢に駆使する力を持っている。                                     |
| B      | 730点〜855点 | どんな状況でも適切なコミュニケーションができる素地を備えている。                   | 通常会話は完全に理解でき、応答もはやい。話題が特定分野にわたっても、対応できる力を持っている。業務上も大きな支障はない。正確さと流暢さに個人差があり、文法・構文上の誤りが見受けられる場合もあるが、意思疎通を妨げるほどではない。                   |
| C      | 470点〜725点 | 日常生活のニーズを充足し、限定された範囲内では業務上のコミュニケーションができる。 | 通常会話であれば、要点を理解し、応答にも支障はない。複雑な場面における的確な対応や意思疎通になると、巧拙の差が見られる。基本的な文法・構文は身についており、表現力の不足はあっても、ともかく自己の意思を伝える語彙を備えている。                     |
| D      | 220点〜465点 | 通常会話で最低限のコミュニケーションができる。                                     | ゆっくり話してもらうか、繰り返しや言い換えをしてもらえば、簡単な会話は理解できる。身近な話題であれば応答も可能である。語彙・文法・構文ともに不十分なところは多いが、相手がNon-Nativeに特別な配慮をしてくれる場合には、意思疎通をはかることができる。 |
| E      | 〜215点      | コミュニケーションができるまでに至っていない。                                     | 単純な会話をゆっくり話してもらっても、部分的にしか理解できない。断片的に単語を並べる程度で、実質的な意思疎通の役には立たない。 |

| CEFR | TOEIC Listening | TOEIC Reading | 合計点 |
| ---- | --------------- | ------------- | ------ |
| C1   | 490             | 455           | 945    |
| B2   | 400             | 385           | 785    |
| B1   | 275             | 275           | 550    |
| A2   | 110             | 115           | 225    |
| A1   | 60              | 60            | 120    |

## TOEIC Speaking & Writing Tests
TOEICスピーキングテスト/ライティングテストは、2007年1月21日に東京・大阪・名古屋等の主要都市で初めて実施された。実施に至った背景としては、従来のマークシートテストでは会話能力や作文能力が測れないという難点があり、ETSが研究を重ねた結果、従来のTOEICおよびTOEIC Bridgeとは別に実施することになった。特にプレゼンテーション、音読、電子メールや論文の作成問題等、マークシートでは測れなかった部分を補完している。スコアについては、運営委員会により、スピーキングテスト/ライティングテストで130〜140である場合にTOEIC Listening & Readingで700〜750相当とされている。
TOEIC Listening & Reading Test と異なるのは受験票がない事で試験会場にパスポート等の本人確認書類を持参する。証明写真を提出しない代わりに試験会場で写真の撮影があり、TOEIC Listening & Reading Test と違って現地で撮影した写真が公式認定書に掲載される。
このテストはETSのInternet-Based Testing (iBT) というシステムを介して実施される。ETS認定テスト会場のパソコンをインターネットに接続することでテスト問題および解答の送受信を行う。受験者はパソコンで音声を吹き込んだり、文章の入力を行う。iBTによって更に効率化、標準化された公正な方式で受験者の解答を評価し、受験後のフィードバックを行うことが可能となった。問題レベルはTOEFL iBTに準じている。問題形式としては、スピーキングはTOEFL iBTと同等であり、ライティングでは300字の論述問題が同等である一方、写真を短文で描写する問題があり、また英文メールの作成等、実際のビジネスでの場面を考慮に入れた構成となっている。一部の問題はETSが制作しているTOEFL-iBTテストと類似している。（例としてはSpeakingテストでは1分以内で与えられたトピックに対して意見を述べる問題やWritingでは最後のエッセイ問題等）
試験時間はスピーキングが20分、ライティングが60分で、説明や指示などを含めると90分程度を要する。スコアは0点〜200点で表示される。指示はすべて英語で行われる。
日本での受験者数は2018年度で約4万人となっている。一方日本同様にTOEICの受験者数が多い韓国ではTOEIC SWテストの受験者数が2012年度に27万人（予測）となっている。韓国では、企業の一例として、サムスンではスピーキングテストの評価レベルが「7」（160〜180点）以上でなければ海外営業要員になることができない。韓国の代表的な企業のTOEICスピーキングテストの平均評価レベルは「4.5」（およそ100点）程度となっている。
| CEFR | TOEIC Speaking | TOEIC Writing |
| ---- | -------------- | ------------- |
| C1   | 180            | 180           |
| B2   | 160            | 150           |
| B1   | 120            | 120           |
| A2   | 90             | 70            |
| A1   | 50             | 30            |

## TOEIC Bridge Tests

### TOEIC Bridge Listening & Reading Tests
TOEICの姉妹版として、2001年に初・中級レベルの TOEIC Bridge（トーイック・ブリッジ）が始まった。当初は聞き取り50問、読解50問（各10〜90点）でトータルスコア20〜180点で評価された。2019年6月以降は問題形式が変更になり、聞き取り50問、読解50問（各15〜50点）でトータルスコア30〜100点で評価される。読解問題の文章が短くなっているなど、問題の難易度は従来のTOEICテストよりも下げられている。従来のTOEICは、企業での英語能力測定を主な目的として開発されたため、中高校生や英語の初心者が受けるには適していなかった。TOEIC Bridgeはこのような人を対象として開発された。TOEIC Bridgeの利用目的は高校生の留学選抜や英語特進クラス選抜やレベルチェック、大学の英語レベルチェック等多岐に渡るが、入社試験や大学院入試などでTOEIC Bridgeのスコアを聞かれることはほとんどない。更にTOEIC Bridgeテストは一定の英語力がある場合はTOEICテストを受験することを勧めている等で受験者数が伸び悩んでいる。日本では9割以上の人が団体特別受験制度で受験しており、受験者数は2011年の21万人をピークに減少傾向にある。
| CEFR | TOEIC Bridge Listening | TOEIC Bridge Reading |
| ---- | ---------------------- | -------------------- |
| B1   | 39                     | 45                   |
| A2   | 26                     | 34                   |
| A1   | 16                     | 19                   |

| TOEIC Bridge L&R | TOEIC L&R |
| ---------------- | --------- |
| 30               | 120以下   |
| 40               | 210       |
| 50               | 265       |
| 60               | 325       |
| 70               | 400       |
| 80               | 490       |
| 90               | 605       |
| 91以上           | 610以上   |

## 団体特別受験制度 (TOEIC-IP)
団体特別受験制度（IP: Institutional Program、以下TOEIC-IP）とは、企業・団体・学校などが任意に試験会場と日程を設定して実施できる制度のことである。扱いは組織内の独自試験（社内試験、学校内の考査など）と同じで有り、社内の人材の評価や学校教育に利用される。『ETS』が提供する正規のサービスではあるがTOEICとは別物である。
「公開テスト団体一括受験申込」とは異なる。
TOEIC公開テストと比較して、次の相違点がある。
- 受験者の写真と署名が印刷された「Official Score Certificate」（公式認定証）は発行されない。
- 過去に実施されたTOEIC公開テストと全く同一の問題が出される、いわゆる「過去問試験」である。
- 受験に際し、顔写真入り身分証明書等の確認による厳密な本人確認が行われていない。
- 実施の日時および会場は企業・団体・学校などの実施団体が指定する。

上記の通りTOEIC-IPはTOEICではないので、履歴書や入学願書などにおいてTOEIC「公開テスト」のスコアの記入が求められる場合、TOEIC-IPのスコアは用いることができない。また、公式認定証の提出が要求される場合、TOEIC-IPでは公式認定証は発行されないため提出することができない。

## 特典
- 大学、大学院などでは、獲得スコアに応じて合格判定で優先されたり、内申点に加算される優遇措置の他、入学後に英語科目の単位として認定されることがある。特に大学院では外国語要件として一定程度のスコアが出願要件の1つとされたり、修了要件の1つとされることもある。
- 民間企業の入社試験・履歴書において、TOEICスコアに応じて採用判定で優先されることがある。また、企業における昇進等の人事評価でもTOEICスコアが評価材料になることがある。
- 来日する外国人の増加に伴い、警備会社ないしビルマネジメントの常駐警備や交通・イベント警備では一定の語学力が求められる場面がある為、正規雇用や学生アルバイト等の雇用形態に関わらず、TOEICのスコアが採用に優遇される事がある。
- 全国通訳案内士試験では、Listening & Reading で合計900点以上、Speaking で160点以上、Writing で170点以上のスコアを獲得した者は一部科目免除（筆記試験の外国語の英語）を利用できる。[40]
- 警視庁の警察官採用試験では、Listening & Reading で合計470点以上の者は、TOEICを第1次試験の成績の一部に利用するとしている[41]。
- 工業高等学校のジュニアマイスター顕彰制度では、Listening & Reading で合計785点以上のスコアを獲得した者には30ポイントが、550点以上獲得した者には20ポイントが付与される[42]。

## 過去の試験形式
2006年3月までは、以下のような問題構成が採用されていた。

### 聞き取り（旧構成）
合計100問で、所要時間は約45分間。
- Part I - 写真描写問題 (One Picture) - 1枚の写真を見て、その写真について放送される適切な英文を選ぶ。4択式で合計20問。
- Part II - 応答問題 (Question-Response) - 質問文が放送された後、それに対する応答文が3つ放送され、適切なものを選ぶ。合計30問。
- Part III - 会話問題 (Short Conversations) - 2人の会話を聞いて、その会話についての質問に対し最も適当な選択肢を選ぶ。質問文と選択肢は問題用紙に記載されている。4択式で合計30問。
- Part IV - 説明文問題 (Short Talks) - ナレーションを聞いて、それについての質問に対し適切な選択肢を選ぶ。1つのナレーションにつき複数問出題される。質問と選択肢は問題用紙に記載されており、4択式で合計20問。

### 読解（旧構成）
合計100問あり、制限時間は75分間。
- Part V - 文法・語彙問題 (Incomplete Sentences) - 文の一部が空欄になっていて、4つの選択肢の中から最も適切な語句を選ぶ。合計40問。
- Part VI - 誤文訂正問題 (Error-Recognition) - 文中4箇所に下線が引いてあり、うち語法が誤って使われているものを1つ選択する。合計20問。
- Part VII - 読解問題 (Reading Comprehension) - 広告、手紙などの英文を読み、それについての質問に答える。4択式で合計40問。

### 新旧試験の比較
「国際コミュニケーション」と銘打っておきながら聴き取りテストに北米の発音しか聞こえないのはおかしいという批判があったが、現在では改善が見られる。日本では第122回公開テスト（2006年5月実施）を皮切りに問題の再構成が行われた。主な変更点として以下が挙げられる。
- 問題文の長文化
- 聴き取りテストでの発音として、米国、カナダ、英国、オーストラリア、ニュージーランドの発音が採用され、それぞれ25%の割合となっている（但し、聴き取りテストの中での指示や案内の音声は常に米国の発音である）。
- 第1部の写真描写問題の数を削減（20問から10問）第4部の問題の増加（20問から30問）
- 第6部の誤文訂正問題を廃止し、新たに長文穴埋め問題を導入
- 第7部の読解で単一文書に加え、読解すべき文書が2つのもの (double passage) を導入（48問中20問）

新旧両方のTOEIC受験経験者を対象に、国際ビジネスコミュニケーション協会TOEIC運営委員会が行なったアンケート結果 によれば、56.8%が再構成後のTOEICは難しくなったと感じている。この傾向は下位層ほど顕著であり、10～395点の受験者では実に85.6%、400～495点の受験者では69.9%、500～595点の受験者では59.3%が「難しくなった」と回答している。また、600～695点の受験者では58.9%、700～795点の受験者では48.6%で、800～895点の受験者では47.9%で、900～990点の受験者では39.8%が「難しくなった」と回答した。
なお、IPテストについても2007年4月から新構成に移行されている。

## 過去の関連する試験

### LPI
LPI (Language Proficiency Interview) は、TOEICと関連して行われていた、独立した口述試験である。2010年3月末を以て終了し（実際の最終試験日は2010年2月7日）、上記のTOEICスピーキングテスト/ライティングテストに一本化することが、公式ウェブサイトにて2009年10月16日に発表された。
この試験では、20～25分程度の面接で、発音、文法、語彙、理解力などが評価される。以前はTOEICで730点（Bクラス）以上を得た受験者のみが対象だったが、2005年4月1日よりこの制限はなくなった。但し、公式サイトでは730点以上取得者の受験が推奨されている。
評価はFSIスケールと呼ばれる各言語共通の基準により、0、0+、1、1+、…4、4+、5の11段階で行われる。客観性を期すため、複数の採点者によって評価される方式を採っている。評価基準は非常に高く設定されており、英語を母語としない人がレベル3以上を得ることは稀だと言われている。